# Marianna Török
Marianna Török, född 1877, död 1968, var en ungersk grevinna, gift med Abbas II av Egypten (regent 1892-1914) som en av hans två hustrur mellan 1910 och 1913.  Hon var under sitt äktenskap med honom känd som Djavidan Hanem.
Hon gifte sig med Abbas efter en ömsesidig förälskelse. Äktenskapet var lagligt, då Abbas II i egenskap av muslim kunde gifta sig med flera kvinnor samtidigt, men det hölls hemligt och informellt. Marianna Török åtföljde ofta Abbas II på hans resor och offentliga uppdrag, men hon gjorde det i hemlighet och utklädd till man. 
Paret skilde sig 1913 sedan Abbas förälskat sig i en annan kvinna. Török tog då ut skilsmässa och återvände till Europa. Hon fick ett skilsmässounderhåll, och arbetade även som skådespelare och skrev radiopjäser. Hon utgav 1930 sina memoarer.